# Archipel Guayaneco
L'archipel Guayaneco (en espagnol : Archipiélago Guayaneco) est un archipel situé dans la région Aisén del General Carlos Ibáñez del Campo, au sud du Chili. Il appartient administrativement à la province de Capitán Prat.
Recouvert de glace durant la dernière ère glaciaire. Les glaciers ont recouvert ces îles montagneuses d'un ensemble de profondes vallées glaciaires. Aujourd'hui, ces dépressions glaciaires sont devenues des canaux et des fjords. Les îles de l'archipel Guayaneco comprennent une série d'îles allongées et de baies profondes qui sont la marque d'une chaîne côtière submergée. Un grand nombre de canaux parcourent ces îles, généralement du nord vers le sud. Parmi ces canaux, se trouvent le canal Messier et le canal Fallos. Des forêts couvrent la partie inférieure des pentes des montagnes sur un grand nombre de ces îles. Les implantations humaines y sont rares.
Ses côtes sont explorées il y a environ 6 000 ans par le peuple kawésqar. Au début du XXIe siècle, ce peuple est en voie de disparition.

### Sources et bibliographie
- (es) Instituto Geográfico Militar, Atlas de la República de Chile, Santiago, Chili, Instituto Geográfico Militar, 1970, 2e éd.
- (es) Instituto Hidrográfico de la Armada de Chile, Atlas Hidrográfico de Chile, Valparaíso, Chili, Instituto Hidrográfico de la Armada, 1974, 1re éd.
- (es) Instituto Hidrográfico de la Armada de Chile, Derrotero de la Costa de Chile, vol. III, Valparaíso, Chili, Instituto Hidrográfico de la Armada, 1982, 5e éd.